# Алиева, Севиль Гейдаровна
Севиль Гейдаровна Алиева (род. 12 октября 1955, Баку) — азербайджанский композитор, основательница Space TV. Представительница клана Алиевых, дочь бывшего президента Азербайджана Гейдара Алиева, старшая сестра действующего президента Ильхама Алиева.

## Ранний период жизни
Родилась в Баку в 1955 году в семье Гейдара Алиева и Зарифы Алиевой. С шести лет начала заниматься музыкой. В 1974 году, когда её отец, Гейдар Алиев, был назначен первым заместителем Председателя Сове́та мини́стров СССР (аналог заместителя премьер-министра), вся семья, включая младшего брата Ильхама Алиева (в то время учился в Московском государственном институте международных отношений), переехала в Москву.
Соавторами Севиль были знаменитые советские поэты-песенники: Михаил Танич, Николай Добронравов, Илья Резник, Михаил Пляцковский, а исполнял её песни Муслим Магомаев и Радмила Караклаич. В 1986 году Севиль стала лауреатом Песни-86, как автор музыки к песне «Буду» («Маленький кораблик», исполнительница Радмила Караклаич).

## Постсоветская жизнь
В 1998 году Севиль покинула Азербайджан и переехала в Лондон. Там дети Севиль получили среднее и высшее образование, они владеют азербайджанским, английским и русским языками. Один из редких визитов Севиль в Азербайджан состоялся в 2003 году, когда её отец Гейдар Алиев скончался.
В 2009 году несколько газет сообщили о попытках её занятия политикой, однако Севиль опровергла эти слухи. Севиль Алиева лишена возможности посещать родину без соответствующего письменного согласия своего брата, президента Азербайджана Ильхама Алиева.
В 2011 году в джаз-клубе Игоря Бутмана в Москве состоялась презентация альбома Севиль «The Gallery of Sevil» (презентацию проигнорировали члены семьи Алиевых).

## Семья
Вышла замуж за Махмуда Мамедкулиева, который с 1993 года занимал пост заместителя министра иностранных дел Азербайджана. Дочь Зарифа Алиева (фамилия не отца, а знаменитого деда Гейдара Алиева) часто звонила в Кремль, а однажды была приглашена в Кремль на чай к дедушке Гейдару Алиеву. Сын Азер Алиев (фамилия не отца, а знаменитого деда Гейдара Алиева). Сын Гираф Алиев (фамилия не отца, а знаменитого деда Гейдара Алиева) .